# New Line Home Entertainment
New Line Home Entertainment (früher bekannt als New Line Home Video) war der Home-Entertainment-Vertriebszweig von New Line Cinema und wurde 1990 gegründet. Sie war für den Vertrieb aller New-Line-Cinema-Kinofilme zur Veröffentlichung auf DVD und Blu-ray Disc zuständig. Das Unternehmen vertrieb auch einige Spielfilme, die von Picturehouse, New Line Home Entertainment und New Line Television produziert oder erworben wurden. Im Jahr 2008 wurde New Line Home Entertainment in Warner Home Video eingegliedert.

## Geschichte
Im Mai 1991 kaufte New Line die Rechte an Filmen von Nelson Entertainment für 15 Millionen US-Dollar und erwarb so etwa 600 Filme. Kurz darauf erwarb New Line die Heimvideorechte an der Nightmare-on-Elm Street-Franchise von Media Home Entertainment. Bevor New Line seine eigene Videoabteilung gründete, wurden viele der Filme des Unternehmens von verschiedenen Verleihern auf Video veröffentlicht. Erste Veröffentlichungen von New-Line-Produkten kamen von MGM/CBS Home Video (jetzt MGM Home Entertainment), Magnetic Video, Wizard Video, HBO/Cannon Video (früher Thorn EMI Video und Thorn EMI/HBO Video genannt, jetzt HBO Home Entertainment), RCA/Columbia Pictures Home Video, Columbia TriStar Home Video, Media Home Entertainment und LIVE Entertainment. Als New Line die Videoabteilung gründete, vertrieben RCA/Columbia und Columbia TriStar VHS-Veröffentlichungen, während Image Entertainment die Filme auf Laserdisc herausbrachte. Die Partnerschaft zwischen New Line und Sony endete Anfang 1995, als Turner Broadcasting System New Line aufkaufte. Von 1995 bis 1996 wurden die Videoveröffentlichungen von New Line von Turners Videoabteilung vertrieben. Nach 1996, während der Time-Warner-Eigentümerschaft, vertrieb New Line seine eigenen Filme über New Line Home Entertainment. Am 5. Januar 2008 kündigte New Line Cinema, wie auch Warner Bros. an, dass sie ausschließlich Blu-rays für ihre Filme unterstützen und die Unterstützung von HD DVD einstellen würden. Die einzige HD-DVD von New Line Home Entertainment, die jemals veröffentlicht wurde, war Pans Labyrinth. Im Jahr 2008 wurde New Line Home Entertainment in Warner Home Video eingegliedert, nachdem Warner Bros. New Line übernommen hatte. Das Unternehmen trennte sich von dem kanadischen Filmverleih Alliance Films. Warner Home Video verwendete weiterhin das NLHE-Logo für einige Veröffentlichungen auf Blu-ray- und DVD.